# دنیل پیگین
دنیل پیگین (انگلیسی: Daniel Pighín؛ زادهٔ ۴ سپتامبر ۱۹۶۲) بازیکن فوتبال اهل آرژانتین است.
از باشگاه‌هایی که در آن بازی کرده‌است می‌توان به باشگاه فوتبال روساریو سنترال، باشگاه فوتبال جیمناسیا لاپلاتا، باشگاه فوتبال اطلس، و باشگاه فوتبال استودیانتس اشاره کرد.